# Parque Nacional de Bromo-Tengger-Semeru
O Parque Nacional de Bromo-Tengger-Semeru (em indonésio: Taman Nasional Bromo Tengger Semeru) situa-se na província de Java Oriental da Indonésia, a leste da cidade de Malang e a sudeste de Surabaia, a capital provincial. Foi criado em 1982 e tem 502,76 km² de área e a sua altitude média é 2 100 m.
É a única área protegida da Indonésia que tem dunas, o chamado "Mar de Areia"  (em javanês: Segara Wedi; em indonésio: Lautan Pasir), a caldeira de um antigo vulcão na qual irromperam cinco novos cones vulcânicos — o Bromo (2 329 m), o Kursi (2 581 m), o Watangan (2 661 m) o Widodaren (2 650 m) e Batok (2 470 m). Estes vulcões, todos ativos exceto o último, formam o maciço de Tengger, o qual é uma reserva natural desde 1919.[carece de fontes?]
O Bromo é provavelmente o vulcão mais conhecido da Indonésia e o Semeru (3 676 m), outro vulcão situado no parque, é a montanha mais alta de Java. No parque há ainda quatro lagos e 50 rios.[carece de fontes?]

## Vulcanismo
O único vulcão inativo do complexo vucânico de Tengger , o Batok, está coberto de árvores casuarinas. No monte Widodaren há uma caverna homónima que é considerada sagrada pelos locais.[carece de fontes?]
Os cinco vulcões da antiga caldeira estão rodeados por uma vasta área de areia, o chamado Mar de Areia, que por sua vez é rodeado por uma escarpa muito íngreme que constitui as paredes da caldeira de Tengger, que tem entre 200 e 600 metros de altura. Outras montanhas situadas em volta da caldeira de Tengger são o monte Pananjakan (2 770 m) monte Cemorolawang (2 227 m) monte Lingker (2 278 m) monte Pundak Lembu (2 635 m) monte Jantur (2 705 m) monte Ider-ider (2 527 m) m e monte Mungal (2 480 m). O cume do Pananjakan é o local mais popular para ter uma visão panorâmica sobre todo o complexo de Tengger.
No parque há outro complexo vulcânico, situado mais a sul e chamado grupo Semeru ou grupo Jambangan. É ali que se situa o monte Semeru, a montanha mais alta de Java. Outras montanhas dessa área são monte Lanang (2 313 m), o monte Ayek-ayek (2 819 m), o monte Pangonan Cilik (2 833 m), o monte Keduwung (2 334 m), o monte Jambangan (3 020 m), o monte Gentong (1 951 m), o monte Kepolo (3 035 m) e o monte Malang (2 401 m). A floresta de Semeru tem muitos rios que correm em antigos leitos de lava do monte Semeru. O grupo Semeru produz muitos materiais vulcânicos, como lava, cinza e nuvens quentes, os quais são espalhados nas áreas em volta. A parte mais baixa está rodeada de férteis campos de arroz.[carece de fontes?]

## Ecossistema

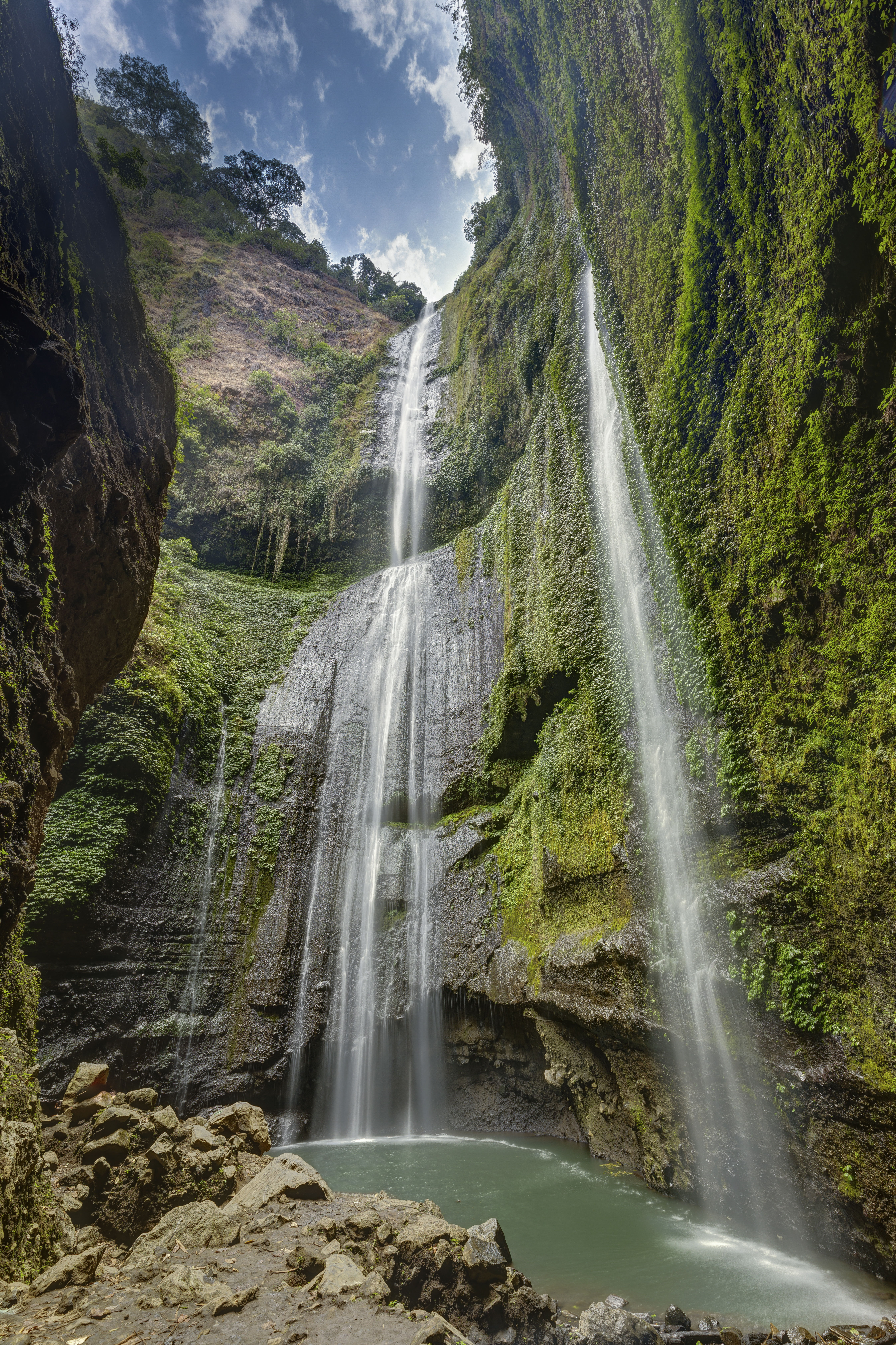
Cachoeira de Madakaripura, Indonésia — registro em longa exposição feito por Thomas Fuhrmann em 2018. Licenciado sob CC BY-SA 4.0

De acordo com as diferentes altitudes e temperaturas, as florestas no parque podem ser classificadas em três zonas.

### Zona de sub-montanha (750 –1 500m)
Esta zona é classificada como floresta tropical pluvial. Encontra-se na área meridional de Semeru, em Semeru Oriental (Burno) e em Semeru Ocidental (Patok Picis). É dominada por plantas das famílias Fagaceae, Moraceae, Anacardiaceae, Sterculiaceae, and Rubiaceae. Há também muitas árvores de lianas, como uma variedade do género Calamus, Piper, Asplenium e Begonia, além de outras plantas da família Araceae, Poaceae e Zingiberaceae e 225 espécies de orquídeas.

### Zona de montanha (1500 –2 400m)
Nesta zona, a vida vegetal é bastante mais reduzida. A maior parte das espécies que crescem ali são espécies pioneiras, mas há também algumas plantas com madeira, como a cemara (Casuarina junghuhniana), a mentinggi gunung (Vaccinium varingifolium), {{famesp2|kemlandingan gunung (Paraserianthes lophantha) acácia-negra (Acacia decurrens) e plantas rasteiras como o kemlandingan gunung (Anaphalis longifongila), o edelvaisse javanês ou senduro (Anaphalis javanica), Imperata cylindrica, Pteris sp. e Centella asiatica.
O "Mar de Areia" da caldeira de Tengger é um ecossistema especial. A área está coberta de sedimentos vulcânicos arenosos resultantes da atividade do monte Bromo. Acredita-se que é a única área similar a um deserto na Indonésia.[carece de fontes?]

### Zona sub-alpina (acima de2 400m)
A flora que cobre esta área é composta principalmente de mentinggi gunung (Vaccinium varingifolium) e cemara (Casuarina junghuhniana). Também se encontram Anaphalis longifongila e Anaphalis javanica. No monte Semeru não há plantas acima dos 3 100 metros, sendo a zona coberta de pedras soltas.

## Flora e fauna
No parque crescem algumas espécies vegetais em perigo, nomeadamente das famílias Fagaceae, Moraceae e Sterculiaceae, além das espécies Casuarina junghuhniana e da Anaphalis javanica. Há ainda mais de 200 espécies de orquídeas.
A diversidade da fauna é relativamente pequena. Estão registadas 137 espécies de aves, 22 espécies de mamíferos e quatro espécies protegidas de répteis. Exemplos de aves que vivem na área do parque são, por exemplo, é o besra (Accipiter virgatus), uma ave de rapina e o pavão-verde (ou pavão-de-java; Pavo muticus). Entre os mamíferos podem destacar-se o rusa-javanês (ou cervo-de-java; Rusa timorensis ou Cervus timorensis), o dhole-de-sumatra (ou cão-selvagem-de-java; Cuon alpinus javanicus), o macaco-caranguejeiro (Macaca fascicularis), o gato-marmorado (Pardofelis marmorata) e o leopardo-de-java (Panthera pardus melas).

## Cultura
A área do parque e em sua volta é habitada pela etnia Tengger, uma das poucas comunidades significativas hindus que subsistem em Java. A religião local remonta ao período Majapait (séculos  XIII–XVI), pelo que é muito semelhante à do Bali, mas com ainda mais elementos animistas. Acredita-se que os Tengger descendem dos súbditos do Império Majapait e que foram forçados a instalarem-se nas montanhas na sequência da chegada em massa à região de muçulmanos madurenses no século XIX.[carece de fontes?]